# Ohranitveno območje svetovne dediščine Guanacaste
Ohranitveno območje svetovne dediščine Guanacaste (špansko Area de Conservación Guanacaste) je mreža zavarovanih območij in območje svetovne dediščine v provinci Guanacaste v severozahodni Kostariki. Območje svetovne dediščine vsebuje nepretrgano območje tropskega suhega gozda in pomemben habitat za več ranljivih vrst, vključno s srednjeameriškim tapirjem (Tapirus bairdii), mangrovim kolibrijem (Amazilia boucardi) in veliko zeleno aro (Ara ambiguus). V parku je več kot 7000 rastlinskih vrst in 900 vrst vretenčarjev.

## Geografija
Od leta 2004 skupno območje narodnih parkov znaša 1470 kvadratnih kilometrov. To odraža dolgotrajen proces rasti, ki se je začel z ustanovitvijo narodnega parka Santa Rosa leta 1971. V nekaj desetletjih so bila okoliška zemljišča kupljena in bližnji narodni parki povezani z rastočim zavarovanim območjem, tako da je ohranitveno območje Guanacaste začelo zajemati veliko raznolikost tropskih suhih gozdov, deževnega gozda, oblačnega gozda in morskih habitatov. Park vsebuje približno dve tretjini ogroženih živali Kostarike.
Leta 1994 je uradno postal del narodnega sistema ohranitvenih območij - SINAC, leta 1999 pa je bil del svetovne dediščine. Leta 2004 je bil seznam svetovne dediščine razširjen z zasebno lastnino, ki meri 15.000 ha v deževnem gozdu Santa Elena.

### Elementi
Svetovna dediščina vključuje:
- Narodni park Santa Rosa
- Narodni park Guanacaste
- Narodni park vulkana Rincón de la Vieja
- Zavetišče za divje živali Junquillal Bay